# Des Teufels Lohn
Des Teufels Lohn (Originaltitel: Man in the Shadow) ist ein US-amerikanischer Western von Jack Arnold aus dem Jahr 1957 mit Orson Welles und Jeff Chandler in den Hauptrollen. Der Film startete am 20. September 1958 in den deutschen Kinos.

## Handlung
Der mexikanische Saisonarbeiter Jesus Cisneros berichtet dem Sheriff Ben Sadler, dass er gesehen haben will, wie der junge Arbeiter Juan Martin von dem Vorarbeiter der Ranch, Ed Yates und dem Cowboy Chet Huneker erschlagen wurde.
Ben, der am Wahrheitsgehalt der Geschichte Zweifel hat, besucht daraufhin den Rancher Virgil Renchler um die Sachlage zu untersuchen. Nachdem Juan Renchlers Tochter Skippy umgarnt hat, hat Rencher seinen Männern befohlen, dem Mexikaner eine Lektion zu verpassen. Nun versucht Renchler seine Leute zu decken. Der Rinderbaron verbietet dem Sheriff weitere Nachforschungen anzustellen. Er würde auf seiner Ranch selber für Recht und Ordnung sorgen. Dieses untermalt er noch bei einem Anruf beim Bürgermeister. Ben verlässt die Farm, nun mit der Gewissheit, dass Cisneros Geschichte stimmen muss. Schließlich berichtet Skippy Ben, in der Nacht einen Schrei gehört zu haben.
Huneker sagt am nächsten Tag aus, er habe den völlig betrunkenen Juan aus Versehen in der Nacht überfahren, als dieser ihm vor den Truck gelaufen sei. Der Bürgermeister versucht aufgrund des angeblichen Unfalls Ben davon zu überzeugen die Untersuchungen einzustellen. Als mächtigster Mann in der Stadt wäre der Rinderbaron über alle Zweifel erhaben. Ben besorgt sich trotzdem einen Durchsuchungsbefehl und untersucht den Geräteschuppen, in dem der Mord geschehen sein soll. Dort entdeckt er tatsächlich einen verdächtigen Blutfleck, den er als Beweisstück aus dem Holz schneidet.
In der Zwischenzeit hat Yates die Radmuttern von Bens Wagen manipuliert. Auf der Rückfahrt hat Ben daraufhin einen Unfall, den er leicht verletzt überlebt.
Cisnero, der sich bei seinem Freund Aiken versteckt hatte, wird am helllichten Tag erschossen. Bens Frau Helen bekommt Drohanrufe und es wird eine Fensterscheibe von Bens Haus eingeworfen. Selbst Helen stellt die Verbissenheit ihres Gatten infrage.
Aufgrund eines anonymen Anrufes, in dem Ben versprochen wird die Wahrheit über den Tod des Mexikaners zu erfahren, fährt er zu dem vereinbarten Treffpunkt. In dem verlassenen Haus wird Ben von Hunecker und Yates überrumpelt. Die beiden fesseln ihn und schleifen Ben hinter ihrem Truck durch die Stadt. Dabei schießen sie wild durch die Gegend, um die Aufmerksamkeit der Bürger zu erlangen. Schließlich lassen sie den schwer verletzten Ben auf dem Rathausplatz liegen. Die entsetzten Bürger rufen den Arzt.
Als Ben verarztet ist, greift er sich eine Waffe und wirft dem Bürgermeister seinen Sheriffstern vor die Füße. Aiken, der Freund Cisneros, bietet seine Hilfe an. Mit dessen Wagen fahren die beiden zur Farm. Dort wird Ben von einem Wachhund angefallen. Als Aiken ihm zu Hilfe kommen will, wird dieser von Yates mit dem Messer schwer verletzt.
Renchler gibt seinen Männern den Befehl Ben zu beseitigen. Noch bevor die Männer der Anordnung Folge leisten können, kommen die bewaffneten Bürger auf die Farm. Es folgt ein Handgemenge, in dem Renchler und seine Männer verhaftet werden. Der Bürgermeister gibt Ben seinen Stern wieder.

## Rezeption
Der Filmdienst bezeichnete den Film als „hintersinnig und etwas schwerfällig“, lobte aber die hervorragende Besetzung.

Cinema betitelte den Film als „B-Western mit brillanten Darstellern“.

## Synchronisation
Die deutsche Synchronfassung entstand bei der Berliner Synchron GmbH unter der Synchronregie von Klaus von Wahl nach dem Dialogbuch von Fritz A. Koeniger.
| Rolle              | Darsteller        | Synchronsprecher  |
| ------------------ | ----------------- | ----------------- |
| Virgil Renchler    | Orson Welles      | Fritz Tillmann    |
| Ab Begley          | Ben Alexander     | Kurt Waitzmann    |
| Aiken Clay         | Royal Dano        | Herbert Stass     |
| Barkeeper          | Lee Morgan        | Erich Poremski    |
| Chet Huneker       | Leo Gordon        | Heinz Giese       |
| Ed Yates           | John Larch        | Benno Hoffmann    |
| Hank James         | James Gleason     | Carl Heinz Carell |
| Hastings           | Russell Collins   | Hans Hessling     |
| Helen Sadler       | Barbara Lawrence  | Sigrid Lagemann   |
| Herb Parker        | Paul Fix          | Robert Klupp      |
| Jake Kelley        | Forrest Lewis     | Erich Poremski    |
| Jesus Cisneros     | Martin Garralaga  | Alfred Balthoff   |
| Jim Shaney         | William Schallert | Gerd Martienzen   |
| Sheriff Ben Sadler | Jeff Chandler     | Curt Ackermann    |
| Skippy Renchler    | Colleen Miller    | Maria Körber      |
| Tom Roberts        | John F. Hamilton  | Walter Bluhm      |
| Tony Santoro       | Mario Siletti     | Stanislav Ledinek |
| Wolf Landers       | John Cliff        | Manfred Meurer    |